# Cirolana bruscai
Cirolana bruscai är en kräftdjursart som beskrevs av Bruce och Olesen 2002. Cirolana bruscai ingår i släktet Cirolana och familjen Cirolanidae. Inga underarter finns listade i Catalogue of Life.